# Glastonbury 2000
Glastonbury 2000 — концертный альбом британского рок-музыканта Дэвида Боуи, выпущенный на лейбле Parlophone. Материал был взят из выступления музыканта на фестивале Гластонбери — 25 июня 2000 года, в ходе Mini Tour. Полные версии концерта на аудио и видео выпускались впервые. Чтобы подогреть интерес публики концерт был предварительно показан на телеканале BBC Two — 28 июня 2020 года.

## Предыстория
Боуи выступал на фестивале в качестве хедлайнера — вечером воскресенья (25 июня 2000 года). Количество посетителей оценивалось в четверть миллиона человек. Боуи попросил пианиста Майка Гарсона «разогреть публику» перед началом шоу, как он сделал перед «последним» концертом в образе Зигги Стардаста почти 30 лет назад.
Позднее соорганизатор фестиваля Эмили Ивис так прокомментировала концерт: «Меня часто спрашивают, какое выступление лучшее за время существования фестиваля. Концерт Боуи в 2000 году — то, что мне сразу приходит на ум. Мне кажется, что у Боуи были очень тёплые отношения с моим отцом. Он рассказал мне несколько замечательных историй о своем первом посещении фестиваля в 1971 году, когда он остановился на нашей ферме и выступал в 6 утра, на рассвете. И он отыграл просто идеальный сет. Это действительно было очень особенное и эмоциональное шоу». В одном из интервью Майк Гарсон сказал, что из всех совместных выступлений с Боуи, концерт в Гластонбери был его любимым.
Отец Эмили Майкл Ивис, основатель фестиваля, познакомился с Боуи во время мероприятия 1971 года. Он так высказался об артисте: «Он один из трех величайших [музыкантов] в истории: Фрэнк Синатра, Элвис Пресли и Дэвид Боуи».

## Список композиций
Слова и музыка всех песен — написаны Дэвидом Боуи, за исключением отмеченных.
| №                   | Название                                                   | Автор(ы)                             | Длительность |
| ------------------- | ---------------------------------------------------------- | ------------------------------------ | ------------ |
| 1.                  | «Introduction (Greensleeves)» (в исполнение Майка Гарсона) | Народная песня                       | 1:48         |
| 2.                  | «Wild Is the Wind»                                         | Дмитрий Тёмкин, Нед Вашингтон        | 6:54         |
| 3.                  | «China Girl»                                               | Дэвид Боуи, Игги Поп                 | 4:24         |
| 4.                  | «Changes»                                                  |                                      | 3:40         |
| 5.                  | «Stay»                                                     |                                      | 7:12         |
| 6.                  | «Life on Mars?»                                            |                                      | 4:42         |
| 7.                  | «Absolute Beginners»                                       |                                      | 7:50         |
| 8.                  | «Ashes to Ashes»                                           |                                      | 5:21         |
| 9.                  | «Rebel Rebel»                                              |                                      | 4:12         |
| 10.                 | «Little Wonder»                                            | Дэвид Боуи, Ривз Гэбрелс, Марк Плати | 3:57         |
| 11.                 | «Golden Years»                                             |                                      | 4:07         |
| Общая длительность: | Общая длительность:                                        | Общая длительность:                  | 54:07        |

| №                   | Название                     | Автор(ы)                                                           | Длительность   |
| ------------------- | ---------------------------- | ------------------------------------------------------------------ | -------------- |
| 12.                 | «Fame»                       | Дэвид Боуи, Карлос Аломар, Джон Леннон                             | 4:25           |
| 13.                 | «All the Young Dudes»        |                                                                    | 3:43           |
| 14.                 | «The Man Who Sold the World» |                                                                    | 3:51           |
| 15.                 | «Station to Station»         |                                                                    | 9:49           |
| 16.                 | «Starman»                    |                                                                    | 4:50           |
| 17.                 | «Hallo Spaceboy»             | Дэвид Боуи, Брайан Ино                                             | 5:28           |
| 18.                 | «Under Pressure»             | Роджер Тейлор, Фредди Меркьюри, Дэвид Боуи, Джон Дикон, Брайан Мэй | 5:23           |
| 19.                 | «Ziggy Stardust»             |                                                                    | 3:54           |
| 20.                 | «„Heroes“»                   | Дэвид Боуи, Брайан Ино                                             | 5:57           |
| 21.                 | «Let’s Dance»                |                                                                    | 7:06           |
| 22.                 | «I’m Afraid of Americans»    | Дэвид Боуи, Брайан Ино                                             | 5:43           |
| Общая длительность: | Общая длительность:          | Общая длительность:                                                | 60:09 (114:16) |

## Участники записи
- Дэвид Боуи — ведущий вокал, акустическая гитара, губная гармоника
- Эрл Слик — соло-гитара
- Марк Плати[англ.] — ритм-гитара, акустическая гитара, бас-гитара, бэк-вокал
- Гейл Энн Дорси[англ.] — бас-гитара, ритм-гитара, кларнет, вокал
- Стерлинг Кэмпбелл — ударные, перкуссия
- Майк Гарсон — клавишные, фортепиано
- Холли Палмер[англ.] — перкуссия, вокал
- Эмм Гринер[англ.] — клавишные, кларнет, вокал

## Позиции в хит-парадах
Еженедельные чарты:
| Хит-парад (2018—2020)                  | Высшая позиция | Пребывание в хит-параде |
| -------------------------------------- | -------------- | ----------------------- |
| Австрия (Ö3 Austria)                   | 50             | 1 неделя                |
| Бельгия/Валлония (Ultratop)            | 30             | 10 недель               |
| Бельгия/Фландрия (Ultratop)            | 18             | 10 недель               |
| Великобритания (Albums Chart Update)   | 15             | 4 недели                |
| Великобритания (Albums Sales Chart)    | 25             | 10 недель               |
| Великобритания (Album Downloads Chart) | 23             | 3 недели                |
| Великобритания (Physical Albums Chart) | 25             | 12 недель               |
| Великобритания (Record Store Chart)    | 2              | 5 недель                |
| Великобритания (UK Albums Chart)       | 25             | 3 недели                |
| Великобритания (Vinyl Albums Chart)    | 3              | 2 недели                |
| Венгрия (MAHASZ)                       | 28             | нет данных              |
| Германия (Offizielle Top 100)          | 31             | 2 недели                |
| Ирландия (IRMA)                        | 34             | 1 неделя                |
| Испания (PROMUSICAE)                   | 46             | 2 недели                |
| Италия (Classifica album)              | 32             | 1 неделя                |
| Нидерланды (Album Top 100)             | 19             | 4 недели                |
| Португалия (AFP)                       | 21             | 3 недели                |
| Франция (SNEP)                         | 56             | 8 недель                |
| Чехия (ČNS IFPI)                       | 49             | нет данных              |
| Швейцария (Schweizer Hitparade)        | 53             | 1 неделя                |
| Швеция (Sverigetopplistan)             | 39             | 1 неделя                |
| Шотландия (Scottish Albums Chart)      | 23             | 9 недель                |
| США (Billboard Top Alternative Albums) | 21             | 1 неделя                |